# Eleições estaduais no Pará em 1966
As eleições estaduais no Pará em 1966 ocorreram em 15 de novembro conforme previa o Ato Institucional Número Três em 22 estados e nos territórios federais do Amapá, Rondônia e Roraima. A ausência de eleições para governador e vice-governador se explica devido a eleição direta havida em 1965 na qual Alacid Nunes e Renato Franco chegaram ao Palácio Lauro Sodré. Foram eleitos em 1966 o senador Jarbas Passarinho, além de 10 deputados federais e 41 deputados estaduais num dia onde a ARENA venceu por maioria esmagadora, mesmo dividida entre Jarbas Passarinho e Alacid Nunes.
Natural de Xapuri, o senador Jarbas Passarinho cursou a Escola Militar do Realengo chegando a trabalhar no Comando Militar da Amazônia e foi superintendente da Petrobras na Região Amazônica no governo Juscelino Kubitschek. Durante a eclosão do Regime Militar de 1964 servia na 8ª Região Militar em Belém e assumiu o governo do Pará em 15 de junho de 1964 por escolha do presidente Castelo Branco após a deposição de Aurélio do Carmo. Filiado à ARENA, conquistou o mandato de senador por seu estado, mas licenciou-se ao ser nomeado ministro do Trabalho e Previdência Social no governo Costa e Silva sendo mantido no cargo pela Junta Militar de 1969 que assumiu o poder após o afastamento de Costa e Silva por razões de saúde até que o presidente Emílio Garrastazu Médici o nomeou ministro da Educação. Na condição de ministro de estado foi um dos signatários do Ato Institucional Número Cinco em 13 de dezembro de 1968.
Enquanto Jarbas Passarinho servia ao Poder Executivo o Pará foi representado no Senado Federal por Milton Trindade. Contabilista natural de Belém e formado na Escola Técnica de Comércio da Associação Comercial do Pará em 1942, foi professor da referida instituição e trabalhou na Comissão da Marinha Mercante e no Serviço de Navegação e Administração do Porto do Pará (SNAPP), além de superintendente dos Diários Associados na Região Norte. Disputou e venceu sua primeira eleição pela ARENA como suplente do senador Jarbas Passarinho em 1966.

## Resultado da eleição para senador
Os números a seguir têm por fonte os arquivos do Tribunal Superior Eleitoral e do Tribunal Regional Eleitoral do Pará.
| Candidatos a senador da República | Candidatos a suplente de senador | Número | Coligação             | Votação | Percentual |
| --------------------------------- | -------------------------------- | ------ | --------------------- | ------- | ---------- |
| Jarbas Passarinho ARENA           | Milton Trindade ARENA            | -      | ARENA (sem coligação) | 204.913 | 83,64%     |
| Moura Palha MDB                   | Raimundo Farah MDB               | -      | MDB (sem coligação)   | 40.078  | 16,36%     |

## Deputados federais eleitos
São relacionados os candidatos eleitos com informações complementares da Câmara dos Deputados.

Representação eleita
  ARENA: 8
  MDB: 2

| Deputados federais eleitos | Partido | Votação | Percentual | Cidade onde nasceu | Unidade federativa |
| Montenegro Duarte          | ARENA   | 21.584  | 7,85%      | Belém              | Pará               |
| Gabriel Hermes             | ARENA   | 20.518  | 7,47%      | Castanhal          | Pará               |
| Armando Carneiro           | ARENA   | 19.633  | 7,14%      | Tocantinópolis     | Tocantins          |
| Juvêncio Dias              | ARENA   | 19.333  | 7,04%      | Belém              | Pará               |
| Gilberto Azevedo           | ARENA   | 15.717  | 5,72%      | Belém              | Pará               |
| Martins Júnior             | ARENA   | 13.642  | 4,96%      | Belém              | Pará               |
| Haroldo Veloso             | ARENA   | 12.156  | 4,42%      | Rio de Janeiro     | Rio de Janeiro     |
| Hélio Gueiros              | MDB     | 11.562  | 4,21%      | Fortaleza          | Ceará              |
| Armando Corrêa             | ARENA   | 10.834  | 3,94%      | Belém              | Pará               |
| João Menezes               | MDB     | 9.940   | 3,62%      | Belém              | Pará               |

## Deputados estaduais eleitos
A ARENA conseguiu trinta e três vagas na Assembleia Legislativa do Pará contra oito do MDB.

Representação eleita
  ARENA: 33
  MDB: 8

Fonteː
| Deputados estaduais eleitos           | Partido | Votação | Percentual | Cidade onde nasceu      | Unidade federativa |
| Abel Figueiredo                       | ARENA   | 13.552  | 5,53%      | Soure                   | Pará               |
| Gerson Peres                          | ARENA   | 9.189   | 3,75%      | Cametá                  | Pará               |
| Américo Brasil                        | ARENA   | 6.594   | 2,69%      | Belém                   | Pará               |
| Alfredo Jacob Gantuss                 | ARENA   | 5.844   | 2,38%      | São Miguel do Guamá     | Pará               |
| Antonino da Rocha Leonardo            | ARENA   | 5.340   | 2,17%      | Paragominas             | Pará               |
| Brabo de Carvalho                     | ARENA   | 4.760   | 1,94%      | Muaná                   | Pará               |
| Victor Hilário da Paz                 | ARENA   | 4.841   | 1,97%      | Santarém                | Pará               |
| Gonçalo Vieira Duarte                 | ARENA   | 4.718   | 1,92%      | Itupiranga              | Pará               |
| Flávio Cezar Franco                   | ARENA   | 4.681   | 1,91%      | Belém                   | Pará               |
| Eládio Corrêa Lobato                  | ARENA   | 4.545   | 1,85%      | Igarapé-Miri            | Pará               |
| Mário dos Santos Cardoso              | ARENA   | 4.111   | 1,67%      | Acará                   | Pará               |
| Lourenço Alves de Lemos               | ARENA   | 4.102   | 1,67%      | Itaituba                | Pará               |
| Mario Queiroz do Rosário              | ARENA   | 4.060   | 1,65%      | Bragança                | Pará               |
| Antônio Guerreiro Guimarães           | ARENA   | 3.965   | 1,61%      | Conceição do Araguaia   | Pará               |
| Santino Sirotheau Corrêa              | MDB     | 3.728   | 1,52%      | Santarém                | Pará               |
| Júlio Viveiros                        | MDB     | 3.713   | 1,51%      | São Luís                | Maranhão           |
| Ney Rodrigues Peixoto                 | ARENA   | 3.671   | 1,49%      | Campos dos Goytacazes   | Rio de Janeiro     |
| Jorge Arbage                          | ARENA   | 3.619   | 1,47%      | Belém                   | Pará               |
| Simpliciano Fernandes de Medeiros Jr. | ARENA   | 3.589   | 1,46%      | Igarapé-Miri            | Pará               |
| Nicolino de Castro Campos             | ARENA   | 3.525   | 1,43%      | Belém                   | Pará               |
| Hybernon Fontes da Silva              | MDB     | 3.256   | 1,32%      | Vigia                   | Pará               |
| Francisco de Freitas Filho            | ARENA   | 3.215   | 1,31%      | Rondon do Pará          | Pará               |
| Arnaldo Moraes                        | MDB     | 3.200   | 1,30%      | Alenquer                | Pará               |
| Arnaldo Corrêa Prado                  | ARENA   | 3.100   | 1,26%      | Belém                   | Pará               |
| Antônio Alves Teixeira                | ARENA   | 3.071   | 1,25%      | Castanhal               | Pará               |
| Fernando Guilherme Menezes de Barros  | MDB     | 3.050   | 1,24%      | Rurópolis               | Pará               |
| Alfredo Ferreira Coelho               | ARENA   | 3.015   | 1,23%      | Augusto Corrêa          | Pará               |
| Álvaro de Oliveira Freitas            | MDB     | 2.954   | 1,20%      | Uruará                  | Pará               |
| Júlio Walfredo de Aguiar              | ARENA   | 2.927   | 1,19%      | Capitão Poço            | Pará               |
| João Augusto Figueiredo de Oliveira   | ARENA   | 2.920   | 1,19%      | Oriximiná               | Pará               |
| Antônio Amaral                        | ARENA   | 2.891   | 1,18%      | Belém                   | Pará               |
| João Luiz dos Reis                    | ARENA   | 2.862   | 1,16%      | Moju                    | Pará               |
| Francisco Fernando Dacier Lobato      | ARENA   | 2.826   | 1,15%      | Óbidos                  | Pará               |
| Laércio Barbalho                      | MDB     | 2.723   | 1,11%      | Belém                   | Pará               |
| Antônio Eulálio Mergulhão             | ARENA   | 2.565   | 1,04%      | Pacajá                  | Pará               |
| Dário Veloso de Oliveira Dias         | ARENA   | 2.503   | 1,02%      | Viseu                   | Pará               |
| Amynthor Cavalcante                   | ARENA   | 2.493   | 1,01%      | Baião                   | Pará               |
| Raimundo Carvalho Siqueira            | ARENA   | 2.453   | 1,00%      | Capitão Poço            | Pará               |
| Carim Melem                           | ARENA   | 2.469   | 1,00%      | Monte Alegre            | Pará               |
| Abbas dos Santos Arruda               | ARENA   | 2.408   | 0,98%      | São Caetano de Odivelas | Pará               |
| Vicente Queiroz                       | MDB     | 2.392   | 0,97%      | Mocajuba                | Pará               |
| Fontes:                               |         |         |            |                         |                    |